# Dalbello
Dalbello (* 1958 in Toronto, Ontario, Kanada; eigentlich Lisa Dal Bello; auch Lisa Dalbello) ist eine kanadische Musikerin. In den späten 1970er Jahren veröffentlichte sie als Lisa Dal Bello drei Popalben. 1984 tauchte sie erneut auf, dieses Mal als kantigere Alternative-Rock-Musikerin.

## Leben
Schon früh hatte sich im Familienkreis ihr großes musikalisches Talent gezeigt. Im Alter von dreizehn Jahren war sie mit einer Revue auf Tournee und gewann diverse Amateurwettbewerbe. Nach Auftritten im Fernsehen und in Werbespots konnte sie im Alter von 19 Jahren einen Vertrag mit der Plattenfirma MCA unterzeichnen. Für ihr Disco-Pop-Debütalbum Lisa Dal Bello gewann sie 1978 einen Juno Award als Most Promising Female Vocalist.
Unzufrieden mit dem Image, das die Plattenfirma ihr verpassen wollte, unterbrach sie nach ihrem dritten Album Drastic Measures 1981 ihre Musikkarriere, um an der York University zu studieren und sich der Poesie zu widmen, neben der Musik eine ihrer weiteren Vorlieben. Der Gitarrist Mick Ronson sah während dieser Zeit eine Fernsehdokumentation des kanadischen Senders CBC über Dalbello und überzeugte sie, ein weiteres Album aufzunehmen, das 1984 bei Capitol Records erschien.
Dieses Album, whomanfoursays (ein Homonym für „human forces“), wurde von Dalbello und Ronson gemeinsam produziert. Es war auch ihr erstes Album, das unter dem Namen Dalbello erschien und ihre Verwandlung von der Discoqueen zur kantigen Rockmusikerin markierte. Diese Verwandlung funktionierte: Das Album war in den kanadischen Popcharts sogar erfolgreicher als es ihre Popalben gewesen waren. Die Hits Gonna Get Close to You und Animal sind auf diesem Album zu finden. Neben der Musik konnten auch die Texte überzeugen. Dalbello wurde als Kanadas abwechslungsreichere Antwort auf Kate Bush bezeichnet.
Dalbello und Ronson planten, ein zweites Album aufzunehmen. Ronson zog sich aber wegen andauernder Kontroversen mit Dalbellos Plattenfirma zurück. Dalbello machte alleine weiter und veröffentlichte 1987 das Album She (in den USA erst 1989). Die Auskopplungen Tango und Black on Black waren ihre größten Hits. Zu dieser Zeit, 1987, tourte sie zusammen mit Marillion in deren Vorprogramm zur Clutching-at-Straws-Tour. Danach verließ Dalbello ihre Plattenfirma und begann 1991 wieder ihre Zusammenarbeit mit Ronson, der aber 1993 an Krebs starb. Dalbello zog sich aus der Musikszene zurück, schrieb aber weiterhin Lieder für andere, u. a. für Julian Lennon. 1996 veröffentlichte sie bei EMI das in Toronto in Zusammenarbeit mit ihrem Bruder Stefano aufgenommene Album Whore, ihr bislang letztes.
Dalbello hat auch Lieder für andere Musiker geschrieben, darunter Patti LaBelle, Helix, Julie Masse und Nena. Queensrÿche nahmen eine Coverversion von Gonna Get Close to You auf, Heart je eine von Black on Black und Wait for an Answer. Dalbello hat auch Radio- und TV-Jingles aufgenommen und ihre Stimme Figuren der Zeichentrickserie Sailor Moon geliehen. 2001 sang sie einen Werbespot für den Ford Focus, With All Your Heart (Faith in You). 2015 wurde ihr Rockpalast-Auftritt von 1985 als CD und DVD veröffentlicht.

## Diskografie

### Als Lisa Dal Bello
- Lisa Dal Bello (1977)
- Pretty Girls (1979)
- Drastic Measures (1981)

### Als Dalbello
- whomanfoursays (1984)
- She (1987)
- Whore (1996)
- Live at Rockpalast 1985 (2015)

## Auszeichnungen
- 1978 Juno Award Most Promising Female Vocalist